# Andrea Fírvida Fernández
Andrea Fírvida Fernández (Santiago de Compostela, La Coruña, Galicia, España, 9 de noviembre de 1993) es una árbitra de fútbol española adscrita al comité aragonés del Comité Técnico de Árbitros. Desde la temporada 2023-24 dirige en la Primera División Femenina (Liga F).

## Trayectoria
Se formó en el arbitraje autonómico y está adscrita al comité aragonés; nació en Galicia y reside en Zaragoza. Tras varias campañas en categorías estatales femeninas, ascendió a la máxima categoría en 2023‑24 y completó su segunda temporada en 2024‑25.
Ha dirigido numerosos encuentros de Liga F y de la Copa de la Reina. Entre otros, arbitró el Real Madrid–Madrid CFF del 5 de mayo de 2024 (Liga F).

## Estadísticas
Partidos en la élite del fútbol femenino español (datos orientativos por temporada):
| Temporada | Competición      | Partidos |
| --------- | ---------------- | -------- |
| 2023–24   | Liga F           | 11       |
| 2023–24   | Copa de la Reina | 1        |
| 2024–25   | Liga F           | 15       |

Fuente principal: BeSoccer (consultado el 18/08/2025).

## Vida personal
Además de su carrera arbitral, es suboficial (sargento) del Ejército del Aire y del Espacio en excedencia, pianista y compositora; ha sido campeona nacional militar de 1.500 metros y de pentatlón. La RFEF le dedicó un perfil público en 2024 por su faceta polifacética.